# Cantharomyces denigratus
Cantharomyces denigratus är en svampart som beskrevs av Thaxt. 1931. Cantharomyces denigratus ingår i släktet Cantharomyces och familjen Laboulbeniaceae.  Arten är reproducerande i Sverige. Inga underarter finns listade i Catalogue of Life.